# 日枝神社の巫女リカちゃん
日枝神社の巫女リカちゃん（ひえじんじゃのみこりかちゃん）は、東京都千代田区永田町二丁目にある日枝神社とタカラトミー、博品館が共同開発した、日枝神社オリジナルの巫女の衣装を着たリカちゃん。七五三限定モデル。

## 概要
2010年9月1日より日枝神社オリジナル記念品として、七五三の祈祷をした参拝者（子ども）に配布されている。日枝神社では七五三の特別記念品として、タカラトミーと博品館の共同開発によって製作した。製品化にあたっては、白い小袖に緋袴を着用させることで、日枝神社に奉仕する巫女の格好を忠実に再現したほか、髪色を黒髪にするなど細部にこだわっている。巫女の格好をしたリカちゃんを作製した経緯は、長年親しまれてきた「リカちゃん」に「巫女さん」として子どもたちと神社の橋渡しの役目をしてもらうために採用したと担当者が語っている。また、あくまでも七五三の祈祷をうけた子供に配布する記念品であり単品販売はない。

### 記念品ラインナップ
日枝神社公式サイト「七五三プラン」では、記念品として日枝神社の巫女リカちゃん、日枝神社オリジナルウルトラマン人形、ダイヤペット「日枝神社バス」のいずれかを選べると記載がある。

## 備考
2011年9月1日、日枝神社が「日枝神社の巫女さん」を配ることを神に奉告する「頒布始奉告祭（はんぷはじめほうこくさい）」に、「第12回全日本国民的美少女コンテスト」グランプリ及びモデル部門賞を受賞した女優の工藤綾乃が「広報大使」として就任した。このとき工藤は巫女の装束で祭典に参列し、お披露目会に参加した。